# Jurij Jeśkin
Jurij Petrowycz Jeśkin (ukr. Юрій Петрович Єськін, ros. Юрий Петрович Еськин, Jurij Pietrowicz Jeśkin; ur. 6 lutego 1947 w Kijowie) – ukraiński piłkarz, grający na pozycji pomocnika, trener piłkarski.

## Kariera piłkarska

### Kariera klubowa
Wychowanek szkółki piłkarskiej Dynama Kijów. Występował tylko w drużynie rezerwowej, a w 1969 przeszedł do Metalista Charków. Potem bronił barw klubów Spartak Sumy i Dynamo Chmielnicki, skąd we wrześniu 1973 przeniósł się do Spartaka Iwano-Frankowsk, w którym zakończył karierę zawodową.

## Kariera trenerska
Po zakończeniu kariery piłkarskiej rozpoczął karierę trenerską. W 2001 objął stanowisko głównego trenera trzeciej drużyny Dynama Kijów. Od 2005 pomagał trenować trzecią drużynę. Po zakończeniu sezonu 2007/08 Dynamo-3 Kijów zrezygnował z dalszych występów w Drugiej Lidze. Od lata 2008 jako trener w DJuSSz Dynamo Kijów szkoli dzieci.